# Onthophagus fuscivestis
Onthophagus fuscivestis là một loài bọ cánh cứng trong họ Bọ hung (Scarabaeidae).